# اورباخ (راینلاند-فالتس)
اورباخ (به آلمانی: Urbach) یک شهر در آلمان است که در نویوید واقع شده‌است. اورباخ ۱٬۵۲۷ نفر جمعیت دارد.